# Cyclocarcina linyphoides
Cyclocarcina linyphoides is een spinnensoort in de taxonomische indeling van de holenspinnen (Nesticidae).
Het dier behoort tot het geslacht Cyclocarcina. De wetenschappelijke naam van de soort werd voor het eerst geldig gepubliceerd in 1960 door Komatsu.